# Chaetodon humeralis
Chaetodon humeralis е вид бодлоперка от семейство Chaetodontidae. Видът не е застрашен от изчезване.

## Разпространение и местообитание
Разпространен е в Гватемала, Еквадор (Галапагоски острови), Колумбия, Коста Рика, Мексико, Никарагуа, Панама, Перу, Салвадор, САЩ (Калифорния) и Хондурас.
Среща се на дълбочина от 0,2 до 281,5 m, при температура на водата от 21,3 до 27,7 °C и соленост 32,9 – 34,2 ‰.

## Описание
На дължина достигат до 25,4 cm.
Популацията на вида е стабилна.